# Fondazione Theocharákis
La Fondazione Theocharákis (in greco Ίδρυμα Θεοχαράκη?) è una fondazione no-profit con sede ad Atene, in Grecia.

## Storia
La fondazione ha sede ad Atene, in Grecia, ed è stata fondata nel 2004 dai coniugi Vassílis e Marína Theocharákis. L'inaugurazione ufficiale ha avuto luogo il 5 dicembre 2007, con una mostra retrospettiva di opere del pittore greco Spýros Papaloukás · .
L'obiettivo della fondazione è promuovere la musica e le arti visive, con particolare attenzione all'arte moderna, agli artisti greci e alle collaborazioni con organizzazioni simili in Grecia e all'estero.
Le attività della Fondazione Theocharákis comprendono mostre, concerti, visite guidate, dibattiti e conferenze sulla musica e sulle arti visive. Nel corso della sua esistenza, ha organizzato mostre tematiche e retrospettive su personalità del mondo della letteratura e dell'arte e ha collaborato con musei e collezioni greche e straniere. Particolare attenzione è rivolta all'educazione e alla familiarizzazione dei giovani con le arti, l'educazione estetica e i musei. Le collezioni della fondazione comprendono una serie di opere del pittore greco Spýros Papaloukás, donate nel 2006 dalla figlia dell'artista, Mína Papaloukás · .
La fondazione ha sede in un edificio privato degli anni Venti, progettato dall'architetto greco Vassílios Tsagrís e noto come Palazzo Réntis · . L'edificio dispone di sale per eventi e programmi educativi per tutte le età, di un'area per la ristorazione ed è accessibile anche alle persone a mobilità ridotta.

## Galleria d'immagini

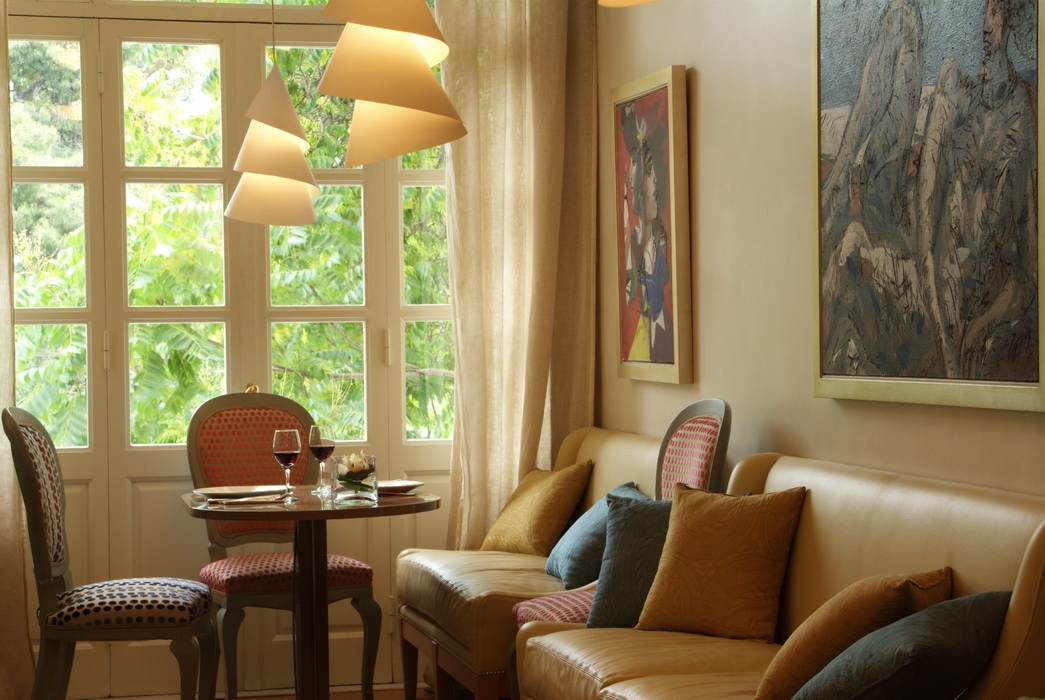
Vista interna della sede della fondazione.
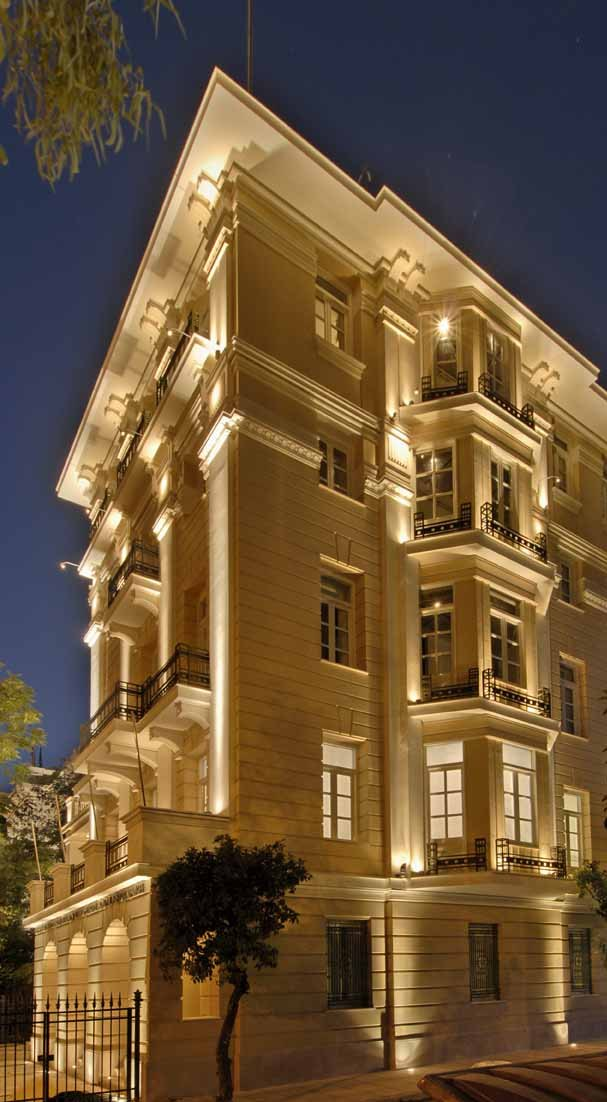
Vista notturna della sede della fondazione.
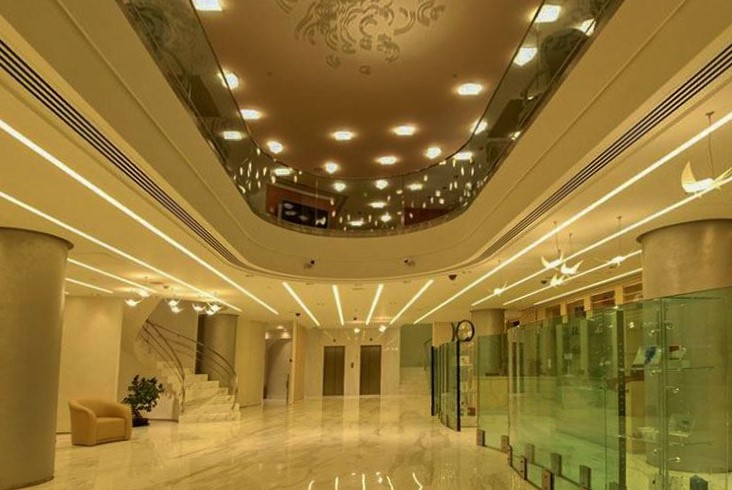
Vista dell'atrio della sede della fondazione.
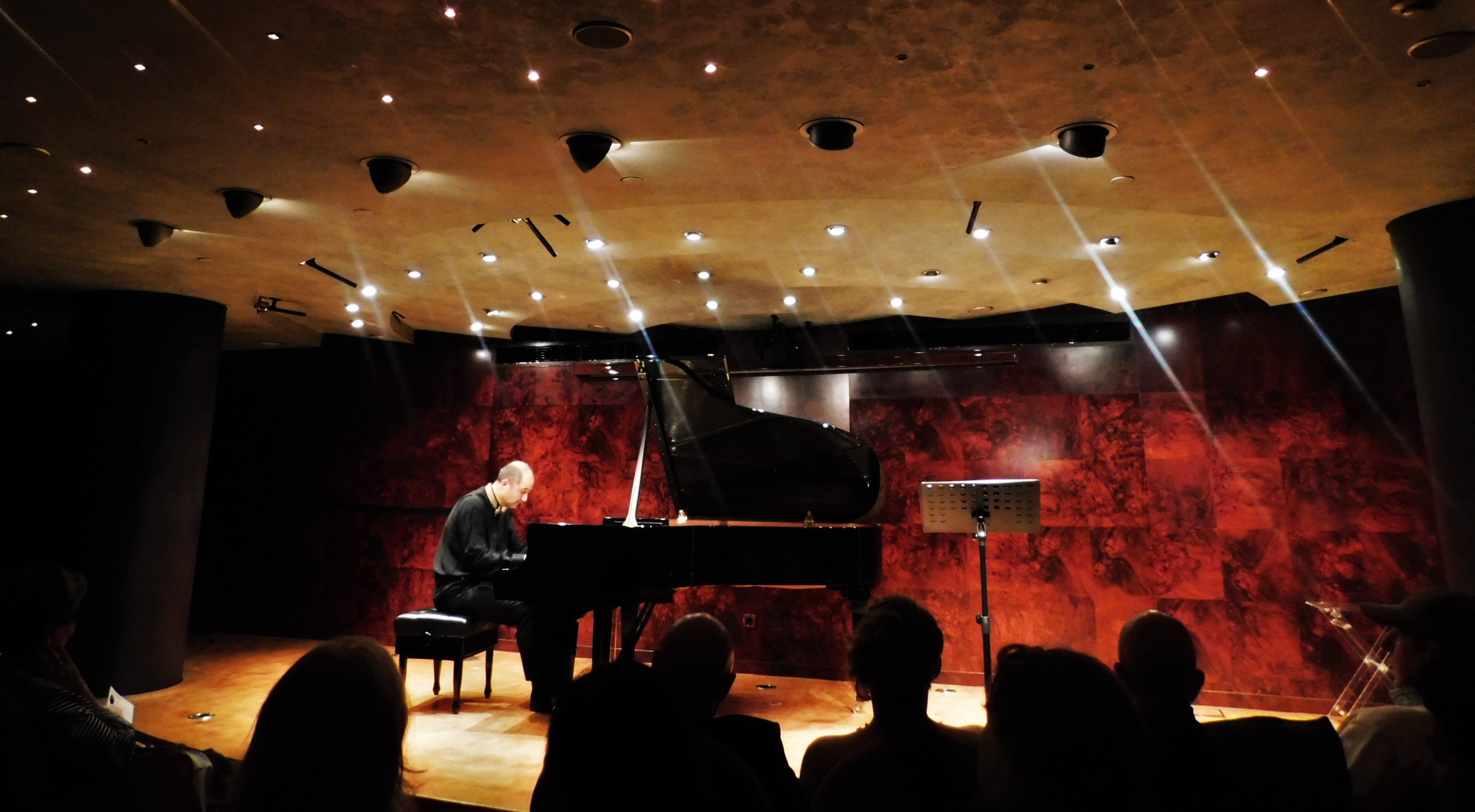
Serata musicale nella sede della fondazione.